# Кренделев, Александр Романович
Алекса́ндр Рома́нович Кре́нделев (род. 29 января 1986, Иваново, СССР) — российский футболист, полузащитник.

## Биография
Воспитанник СШОР «Текстильщик» (Иваново). Футболом начал заниматься с шести лет, тренер Виктор Иванов. В 18 лет переехал в Череповец, где стал выступать за «Северсталь», с 21 года — капитан команды, переименованной в «Шексну». В 2008 году в составе команды зоны «Запад» занял первое место и был признан лучшим полузащитником турнира «Надежда». В 2009—2011 годах играл за «КАМАЗ» Набережные Челны, затем выступал за «Газовик» Оренбург (2012—2013) и «Волгарь» Астрахань (2013—2016). Перед сезоном 2016/17 перешёл в «Мордовию» Саранск. По окончании сезона-2017/18 вместе с Астафьевым и Сабитовым покинул клуб, хотя в сентябре 2017 года был подписан контракт по схеме «1+1» с автоматической пролонгацией в случае решения командой задачи выхода в ФНЛ. С 14 сентября 2018 года — игрок ивановского «Текстильщика». В феврале 2019 года перешёл в «Нефтехимик» Нижнекамск, с которым победил в Первенстве ПФЛ (группа «Урал-Приволжье»). С июля 2019 года — в пятигорском «Машуке-КМВ». После ухода из команды перешел в любительский «Череповец». В начале 2022 года вошел в тренерский штаб «Машука-КМВ». Находился в тренерском штабе «Челябинска».

### Личная жизнь
Жена Анна, двое детей. Супруга в 2005 году побеждала в конкурсе красоты в Иванове.

## Достижения
- Победитель Кубка ФНЛ: 2015
- Победитель второго дивизиона/Первенства ПФЛ (4): 2012/13 (зона «Урал-Поволжье»), 2013/14 (зона «Юг»), 2017/18 (группа «Урал-Приволжье»), 2018/19 (группа «Урал-Приволжье»)
- Серебряный (2) (2006, 2007) и бронзовый (2008) призёр второго дивизиона (зона «Запад»)
- В 2016 году играл в стыковых матчах за выход в Премьер-лигу против «Анжи».